# Антун Сасин
Антун Сасин је био дубровачки ренесансни песник.

## Живот
Антун Сасин је рођен око 1517. године у Дубровнику као ванбрачно дете Стијепа Сасина, али је већи део свог живота провео у другом утврђеном граду у Републици, Стону. Школовао се само у родном граду. Младост је провео разуздано и обесно, боравећи и у затвору. У трећој деценији свог живота одлази у италијански град Анкону, ради обезбеђивања занимања и средстава за живот. У Италији се бавио трговином, која га није посебно занимала, те се након пар година вратио у Републику, где је постављен за писара солане у Стону. У четвртој деценији се оженио Јаком Бољиновић, која је потицала из веома угледне стонске породице, са којом је имао три сина: Стијепа, Марина и Пава. Након две деценије током којих је обављао мноштво различитих послова постављен је за канцелара Стона, што му је давало разне погодности. Међутим, са тог места је смењен када је откривена његова љубавна авантура са служавком Барбаром Луцином. Барбара је осуђена на прогонство уз претходно шибање, док је Сасин морао да одступи са места канцелара. Нешто касније, већ у позним годинама живота, постављен је за ванредног судију. У старости је његов темперамент био необуздан што је довело до разних тужби, но Сасин је био привилегован због положаја његових синова: Стијепо је био свештеник, а Марин канцелар. Најмлађи син, Паво, младост је провео попут свог оца. Антун Сасин је умро 1595. или 1596. године.

## Књижевни рад
Антун Сасин је након смрти врло брзо заборављен, поново је откривен на почетку XIX века, али своје право место у историји књижевности стиче тек у XX веку. Писао је маскерате, фриволну поезију, пасторалне драме и поезију, пригодну поезију, комедију. Превео је дело италијанског писца Ђиролама Парабоска („Приповијес од Адона“). Започео је епску хронику и тим делом у извесној мери утицао на Џива Гундулића.

### Маскерате
Сасин је најплоднији дубровачки писац маскерата. Његове маскерате су претежно слободне, мада има и нешто пристојнијих. Угледање на италијанске покладне, карневалске песме им се не може порећи, али се кроз њих прожима и локални колорит и традиција. Сасин ласцивне маскерате гради по утврђеном принципу: уводно представљање, опис посла и препорука. Неке од његових најласцивнијих маскерата јесу „Музика од цревљара“, „Вртари“ и „Старци небози“. Маскерата „Мрчари“ одступа од поменутог принципа и Сасинових метричких норми (постоји могућност да су се две песме слепиле у рукопису). Нешто пристојније маскерате су „Од љубави поклисари“ и „Убог“, са туробно-сатиричним и духовитим елементима. Посебну групу чине Сасинове песме са мотивом робиња, а њих има две: „Робињица“ и „Робињица турска“. Сасин је идеју за обраду овог мотива највероватније добио из „Чудног сна“ Џора Држића, Ветрановићевих „Двеју робињица“, Луцићеве „Робиње“ и неких народних песама.

### Пасторално стваралаштво
Писао је пасторалне драме („Флора“ и „Филиде“). Многим својим песмама дао је пасторални оквир („Сан“, „Други сан“, „У славу и хвалу лијепијех од града госпоја“), чак је и свој превод дела италијанског песника Ђиролама Парабоска, „Приповијес од Адона“, толико обојио пасторалним тоновима да се оно може сматрати митолошко-пасторалним спевом.
Марин Држић је био Сасинов савременик и пријатељ. Сасин је у њему налазио литерарни узор, те је тако „Тирена“ Марина Држића својеврстан образац Сасиновим пасторалним драмама. Основна мисао „Флоре“ је садржана у Држићевој пастирској игри, а то је свеопшта моћ љубави. Тонови у „Флори“ су распевани, аркадијски и петраркистичко-љубавни, а у „Филиди“ реалистички, духовити и фарсични. Обе драме су прилагођене и намењене публици, с тим што је „Филиде“ писана за гледаоце нижег друштвеног статуса, а „Флора“ за извођење пред племенитијим скупом.

### Преводилачки рад
Антун Сасин је превео митолошки спев „Favola d’ Adone“ („Приповијес од Адона“) италијанског песника Ђиролама Парабоска. Мотив спева је мит о љубави Венере и Адониса који се трагично завршава Адонисовом смрћу. Сасин је у превод унео и пасторалне елементе, који се назиру у стиховима средишњег дела о идиличној љубави богиње и њеног смртног љубавника. Постоје многе студије у којима се дискутовало о преводиоцу овог дела, али с обзиром да се у XVI веку сваки писац одликовао карактеристичном метричко-језичком структуром, превод се приписује Сасину. Уз то, елементи који постоје у препеву присутни су и у Сасиновим пасторалним делима. У преводу се могу уочити поетски умеци којих нема у Парабосковом делу, те се могу сматрати оригиналним песничким стиховима. У неким Сасиновим пасторалним песмама се осећа Парабосков утицај.

### Пригодна поезија
У овим песмама Сасин је опевао пригодне тренутке свог времена и личности које су му биле значајне. Није се бавио ренесансним књижевним теоријама, али је био читалац и љубитељ дубровачке и италијанске поезије. Норме и ставове ренесансне поетике је усвајао највише из пролога, расправа и драмских дела Марина Држића. У већини Сасинових песама уочљива је платонистичка поетика, његово стваралаштво је засновано на заносу и надахнућу као божјем дару. Посредници који га воде кроз божански простор су муза, вила и нимфа (у пасторалној и пригодној поезији) и лик несрећне девојке из усмене књижевности (при стварању надгробница). Сасин је написао три надгробнице: „У смрт Џива Симова Бунића“, „У смрт истога“ и „У смрт Марина Држића“.

### „Мрнарица“
Најуспелије дело у целокупном литерарном раду Антуна Сасина. Ова поема представља најнеобичнију творевину дубровачке поезије XVI века. Жанровски хибридна и стилски разноврсна, грађена на непрестаном преплитању сликовитих елемената, заслужује да међу првима буде сврстана у антологију дубровачке поезије. Са високих тонова (поетске визије бродова на пучини) се спушта на ниже, топлије и реалистичније. Дубровачки морнари су представљени наглашавањем идеала и дубровачке слободе. Ову родољубиву песму Сасин је испевао надовезујући се на Ветрановићеву песму „Галиун“. Поемом „Мрнарица“ успео је да превазиђе властиту просечност и изрази своју вештину у усклађивању и повезивању слика које представљају драгоцености у усменој књижевности.

### „Малахна комедија од пира“
Фарса заснована на антагонизму села и града, на нетрпељивости њихових становника. Тема комедије је безуспешан покушај женидбе. Необична сценска представа тог времена, потпуно мимо драмске поетике. Састоји се од 180 стихова и дели се на неколико целина (долазак сељака пред градску капију, низ прича појединих јунака и Вучетина женидба). У комедији је благо присутна и супротстављеност у верском смислу између Стоњана и Гачана. Сукоб и драмска радња само су наговештени у првом делу како би се заинтересовала публика, а потом следи представљање ликова. Карактеризација женика је мотивисана еросом и материјалним богатством. Ова драма се може тумачити и као антимаскерата (извођење реалних људи, сценски простор, наспрам подизања реалних људи на ниво драмских јунака и артифицијалног сценског простора што се условно може назвати „декарневализацијом“). Сасин нам овом комедијом пружа реалистички приказ стонског малоградског живота.

### „Разбоји од Турака“
Сасин је пред крај живота започео епску хронику о аустријско-турским ратовима. Хроника нема композиционо јединство, па није успела да достигне форму епа. Основу Сасиновог последњег дела чини антитурски став, осећај хришћанске угрожености и потреба за јединственим отпором. Суштину хронике би требало да чине призори из боја, али су они неуспешно и слабо осликани. Иако књижевни критичари и историчари оспоравају литерарни и историјски значај овог дела, оно може бити значајно као наговештај „Османа“ Џива Гундулића и као дело које је Сасину омогућило да буде први, без литерарног узора за којим би кренуо.
Сасинова поетска достигнућа се могу оценити као осредња. Његово не тако богато, али жанровски разноврсно стваралаштво је настајало највише под утицајима италијанске покладне књижевности, Ђиролама Парабоска и дубровачког писца Марина Држића, коме је исказивао велику наклоност. Сасин је био близак усменом песништву, те су народни обичаји као устаљени и неговани начин понашања нашли своје место у његовим делима.